# Linux Libertine
是一款由Libertine Open Fonts Project创造的数码字体，以创造专有字体（如Times Roman）的自由和开放的替代品为目标。该字体以自由字体编辑器FontForge开发，并以GNU通用公共许可协议和SIL開源字體授權许可。

## 特性
Linux Libertine是一款成比例型的衬线体，受到19世纪书籍印刷的启发，并用以替代Times字体家族。
该字体分五种样式：标准、粗体、斜体、粗斜体和小型大写字母，都可以通过TrueType和OpenType格式实现，而且开放源代码。OpenType版本允许自动定位和置换，包括真分数、连字和字距调整。
该字体还有配套的无衬线版本Linux Biolinum。形似Optima或Candara，同样有粗体与斜体。

## Unicode范围
Linux Libertine包含了2,000多个字形和组合字符设置如希腊字母、西里尔字母和希伯来字母。另外还产生一些连字（如ff、fi、ct、大写ß）。该字体还包含了一些特殊符号，如国际音标、箭头、花号、罗马数字、不齐线数字和小型大写字母。Linux吉祥物Tux放在Unicode编码U+E000中。

## 使用

维基百科文字标识

2010年，Linux Libertine被用作Hoefler Text字体的开源替代品以重新设计維基百科標誌，使之可以用250多种语言和文字本地化維基百科標誌。过去被用于维基百科的其他许多地方（如favicon），并成为“维基百科标志独特的一部分”的字母W，在原来的标志中有交叉的V字形，而Linux Libertine有相连接的W。作为解决方案，交叉型的W被加入到Linux Libertine作为OpenType变体。
Linux Libertine和Linux Biolinum都被开源设计刊物《Libre Graphics Magazine》使用。
2014年4月起维基媒体基金会项目网站都把Linux Libertine用于页面标题。

## 派生作品
Németh László创造了含有Graphite表格的变种Linux Libertine G和Linux Biolinum G。两者都搭载于LibreOffice 3.3套件中，同时一部分特性加入到3.5版。LibreOffice是多个Linux发行版的默认办公套件，如Fedora、Linux Mint、openSUSE、和Ubuntu。
Khaled Hosny复刻了Linux Libertine来创作Libertinus Serif字体，在其中添加了多项改进，并在此基础上又创作了Libertinus Math字体以添加对数学公式排版的支持。此外还有由Linux Libertine Mono发展出来的Libertinus Mono及由Linux Biolinum发展出来的Libertinus Sans。